# Anamarija Lampič
Anamarija Lampič, slovenska smučarska tekačica in biatlonka, * 17. junij 1995, Ljubljana.
Anamarija Lampič je v svetovnem pokalu debitirala 31. decembra 2013 v Asiagu. 3. februarja 2017 je dosegla svojo prvo zmago v karieri na šprintu v Pjongčangu, nato pa ponovno slavila v Lenzerheideju 29. decembra 2019. Naslednjo zmago je zabeležila 4. januarja 2020  v Val di Fiemmu. Nove stopničke je z drugim mestom dosegla v Dresdnu 11. januarja 2020. Po Petri Majdič velja za najuspešnejšo slovensko smučarsko tekačico. Na zimskih olimpijskih igrah 2022 je tekmovala v ženskem šprintu, kjer je zasedla 12. mesto in v klasičnem slogu na 10 km, kjer je zasedla 17. mesto.
Po koncu sezone 2021/22 je napovedala prestop med biatlonke. 29. novembra 2022 je s 6. mestom na tekmi pokala IBU v Idreju izpolnila pogoj za nastop v svetovnem pokalu, kjer je debitirala 8. decembra na šprintu v Hochfilznu s petim mestom. 20. decembra 2024 je s tretjim mestom na šprintu v Le Grand-Bornandu dosegla prvo uvrstitev na stopničke v biatlonski karieri. Na tekmah s skupinskim startom se je prvič uvrstila na stopničke 15. marca 2025 s tretjim mestom na Pokljuki.
Njen oče je nekdanji kolesar Janez Lampič, brat Janez mlajši pa prav tako smučarski tekač.